# 鄧岳章
鄧岳章（简体字：邓岳章, 1997年6月5日 - ）は、中国の男性歌手であり音楽プロデューサー。広州秀叹文化の創設者であり、広東舞踊演劇職業学院声楽科を卒業。懐かしい香港スタイルの粤語の楽曲で、抖音（Douyin）などの新しいメディアプラットフォームで人気を集めている。代表作には「魔鬼邂逅（悪魔との出会い）」、「不做情人（恋人にはならない）」などがある。

## 経歴
- 2016年：『中国好声音』（ザ・ヴォイス・オブ・チャイナ）に参加し、南寧地区大会で優勝。

- 2017年：アジアミスコンテストの決勝大会にゲストとして出演[3]。同年、第6回西樵歌王大会で歌王を獲得。

- 2018年：『中国新歌声』（ザ・ニュー・ヴォイス・オブ・チャイナ）および『粤语好声音』（広東語ザ・ヴォイス）に参加。『中国新歌声』では全国都市予選広東省大会でトップ20に入り、『粤语好声音』では世界大会で準優勝を獲得[4][5]。